# Oxylepus
Oxylepus is een geslacht van kevers uit de familie bladkevers (Chrysomelidae).
De wetenschappelijke naam van het geslacht werd in 1884 gepubliceerd door Desbrochers.

## Soorten
- Oxylepus cuneipennis (Spaeth, 1936)
- Oxylepus deflexicollis (Boheman, 1862)
- Oxylepus deflexicollis Boheman, 1862